# Ribarci
Ribarci (makedonska: Рибарци) är en ort i Nordmakedonien. Den ligger i kommunen Novaci, i den södra delen av landet, 110 kilometer söder om huvudstaden Skopje. Ribarci ligger 577 meter över havet och antalet invånare är 235.